# Біргер Магнуссон (ярл Швеції)
Біргер Магнуссон (1210—1266) — шведський герцог, верховний ярл, з 1248 до 1266 року фактичний володар Швеції. Засновник династії шведських королів Фолькунгів.

## Життєпис

### Молоді роки
Біргер був сином аристократа Магнуса Міннешельда та Інгрід Ільви, онуки короля Сверкера I Старшого. Народився у маєтку Б'єльбу в області Естерйотланд. Стосовно молодості Біргера мало відомостей. Скоріш за все він активно брав участь як у військових походах, так і в політичному житті.
Біргер зміг стати наближеною особою короля Еріка XI. Зміцнити це становище допоміг шлюб Біргера з сестрою короля Інгеборг. Намагаючись збільшити свій вплив у королівстві та отримати здобич, Біргер у 1240 році за підтримки папи римського Григорія IX організував похід проти Новгородської республики, проте зазнав поразки на річці Неві.
Незважаючи на цю невдачу, Біргер по поверненню зберіг прихильність короля. В подальшому він проводив політику розширення свого впливу та влади. У 1248 році він став ярлом Швеції, здобувши найвищу посаду. Біргер став останнім аристократом, яким мав титул ярла. Відтоді Швецією фактично керував ярл Біргер.

### На чолі країни

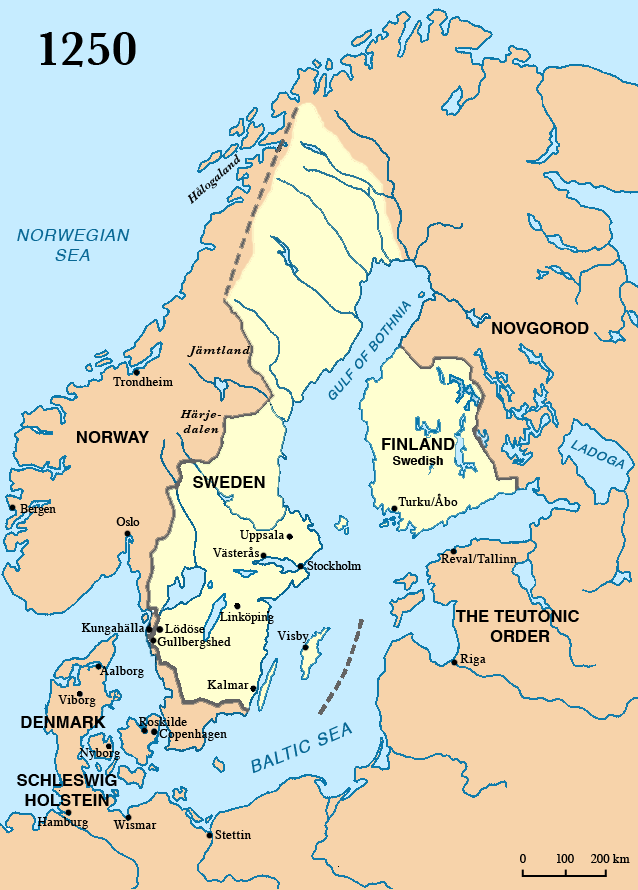
Швеція за часів ярла Біргера

З самого початку Біргер намагався консолідувати та зміцнити державу, зробити її більш централізованою, зменшивши вплив аристократій та посиливши політичну та військову вагу короля. Для цього він боровся як з претендентами на трон так і з заколотами знаті. У 1247—1248 роках він придушив спробу Гольмгера Кнутссона захопити владу. У битві при Спаррсетрі в Уппланді він розбив претендента й незабаром захопив його, після чого стратив.
Іншим напрямком діяльності Біргера стало розширення меж Швеції за рахунок Фінляндії. У 1249 році він здійснив Другий шведський хрестовий похід проти фінів. Тут Біргер мав успіх, захопивши значні території Фінляндії. Водночас він налагоджує стосунки з Норвегією. За договором Ледесе син Гокона IV, короля Норвегії, одружився з донькою Біргера.
Після смерті короля Еріка XI у 1250 році ярл Біргер домігся, щоб його син Вальдемар був обраний новим королем Швеції. Цьому почали чинити спротив інші аристократичні родини, пов'язані з династіями Еріків та Сверкерів. У вирішальній битві при Герревадсбру у Вестманланді 1251 року Біргер переміг конкурентів і закріпив королівську владу за своїм родом.
Після цього ярл Біргер фактично (як регент) продовжував керувати Швецією до своєї смерті у 1266 році.
Ярл Біргер провів низку законодавчих реформ у кримінальному та спадковому праві. За його правління засновується нова резиденція королів Швеції — Стокгольм (1252 рік), якому незабаром було надано право самоврядування. За часів Фолькунгів у шведських королів стає кілька резиденцій — Сігтуна, Упсала, Стокгольм. Тільки за нащадків Біргера Ярла Стокгольм остаточно стає столицею Швеції.

## Родина
1. Дружина — Інгеборг Ерікдоттір (1212—1254)
Діти:
- Рікіса (1237—1288)
- Вальдемар (1238—1302)
- Магнус (1240—1290)
- Ерік (1250-?)
- Інгеборг (1254—1302)
- Бенгт, (1254—1291)

2. Дружина — Матильда Гольштейнська
Діти:
- Христина